# Arnold Ross (Musiker)
Arnold Ross, geboren als Arnold Rosenberg (* 29. Januar 1921 in Boston; † 5. Juni 2000 in Culver City, Kalifornien) war ein US-amerikanischer Jazz-Pianist des Swing und Modern Jazz.

## Leben und Wirken
Arnold Ross beherrschte zwölfjährig verschiedene Blasinstrumente, später lernte er auch Klavier. Er besuchte 1937/38 als Pianist von Schiffs-Orchestern die Karibik und Südamerika, spielte Hammondorgel mit Frank Dailey 1938/39 und war als Pianist 1939 bei Jack Jenney und 1940/42 bei Vaughn Monroe engagiert. Nach seinem Militärdienst arbeitete Ross 1944 bis 1947 bei Harry James und freelance in Kalifornien. In diese Zeit fallen seine Mitwirkung bei einem Jazz-at-the-Philharmonic-Konzert 1946 mit Charlie Parker, Lester Young, Howard McGhee sowie Aufnahmen mit seinem Quintett und Benny Carter im gleichen Jahr. Außerdem begleitete er Helen Humes und spielte mit Charlie Ventura, Red Norvo und Wardell Gray (1948).
Im Sommer 1952 ging Arnold Ross als Begleiter von Lena Horne nach Europa; in Paris entstanden Aufnahmen mit Dizzy Gillespie und Don Byas. Nach seiner Rückkehr in die USA arbeitete er vorwiegend für Fernsehsender bei Bob Crosby 1954–56 und bei Spike Jones 1957–58, außerdem arbeitete er als Pianist und Arrangeur bei Billy Eckstine und Nelson Riddle. Er wirkte an dessen Aufnahmen mit Frank Sinatra mit; die Zusammenarbeit mit Riddle währte bis in die 1970er Jahre. Daneben leitete er eigene Formationen in Los Angeles. In den 1950er Jahren nahm Ross noch Platten mit Anita O’Day, Barney Kessel und Harry Sweets Edison 1953 sowie mit Dave Pell 1956 auf.

## Aufnahmen (Auswahl)
- Arnold Ross Trio – The Piano Collection, Vol. 1 (Vogue, 1952) mit Joe Benjamin, Bill Clark
- Benny Carter: The Complete Benny Carter – The Keynote Recordings (Mercury, 1946)[2]
- Harry Sweets Edison: The Inventive Mr. Edison (Pacific Jazz/Fresh Sound, 1953)
- Dizzy Gillespie: Cognac Blues (Emarcy, 1952–1953), Dizzy Gillespie Plays in Paris (Vogue)
- Harry James: Feet Draggin'  Blues (Hep, 1944–1947)
- Berney Kessel Quintet: Easy Like (OJC, 1953)
- Red Norvo: El Rojo – The Complete Keynote Recordings (Definitive, 1944–1945)
- Charlie Parker: Bird – The Complete Charlie Parker on Verve (Verve, 1946–1954),
- Charlie Ventura: 1945–1946 (Classics), The Crazy Rhythm (Savoy, 1945)